# Non tradirmi con me
Non tradirmi con me (Two-Faced Woman) è un film del 1941 diretto da George Cukor, tratto dalla commedia di Ludwig Fulda già portata sullo schermo nel 1925 da Sidney Franklin, con il film Her Sister from Paris (La scuola delle mogli). Si tratta dell'ultimo film interpretato dalla Garbo, che poi abbandonerà il cinema a soli 36 anni.

## Trama
Larry Blake, direttore di una grande rivista americana, durante una vacanza in montagna si innamora di Karin, attraente maestra di sci. Durante il viaggio di nozze, lui deve lasciarla per alcuni urgenti impegni di lavoro e, una volta tornato in città, non si abitua alla vita matrimoniale e continua a tradirla con vecchi flirt.
Karin lo scopre e, decisa a riconquistarlo, si inventa una gemella dai comportamenti libertini, comportandosi in maniera frizzante e spregiudicata. L'uomo se ne innamora, poi capisce il gioco e torna per sempre dalla moglie.

## Produzione
Sceneggiato tra gli altri anche da Salka Viertel, amica intima della Garbo, il film si rivelò un tonfo per la carriera della diva. Impegnata a interpretare due personaggi, la Garbo affrontò questo lavoro con un atteggiamento troppo forzato per il suo usuale tipo di recitazione.
Nel film la Garbo dovette anche ballare ma fu sostituita da una controfigura, Elizabeth Talbot. La regia delle scene di danza fu affidata a Robert Alton, che fu accreditato con il nome di Bob Alton.

### Riprese
Il film venne girato nei Metro-Goldwyn-Mayer Studios, al 10202 di W. Washington Blvd., a Culver City e, per gli esterni, nei pressi di Reno, nel Nevada.

## Distribuzione
Il film fu presentato al pubblico durante una première tenuta il 30 novembre 1941. All'uscita nelle sale, il film - distribuito dalla Metro-Goldwyn-Mayer (MGM) - provocò un grosso scandalo: dovette fronteggiare anche gli attacchi della Legion of Decency e l'accusa di immoralità da parte del cardinale Spellman, arcivescovo di New York. La Chiesa cattolica si sentì oltraggiata e la Metro dovette aggiungere delle scene in modo che il marito apparisse consapevole del piano della moglie e così non commettesse un adulterio neanche dal punto di vista morale. La pellicola uscì nelle sale il 31 dicembre in una versione censurata e il 1º gennaio 1942 in una versione rivisitata.
Gli incassi del film furono modesti, anche perché l'uscita del film (3 gennaio 1942) coincise con il blocco del mercato europeo, dove la Garbo aveva il suo maggior seguito.